# Margaret Island
A Margaret Island elsősorban akusztikus alapokra épülő és folkos elemeket is beépítő vegyes stílusú együttes volt. Lábas Viki, Törőcsik Kristóf és Füstös Bálint alapította 2014 januárjában. Ők alkották „a zenekar magját”, akiket további teljes jogú tagok és közreműködők egészítettek ki koncertjeiken és felvételeiken. 2014 februárjában jelentkeztek első klipjükkel. Azóta számos más elismerés mellett 2016-ban Fonogram-díjat nyertek az év felfedezettje kategóriában és 2018-ban az év junior könnyűzenei alkotója artisjus-díjat is megkapták. 2017-ben az Egyszer volt, 2019-ben pedig a III című albumuk lett aranylemez.

Mindhárom alapítótag sok emlékkel kötődik a Margit-szigethez: szerelmek, séták, élmények, bulik. A helyszín, mint elnevezés ötletét a két gitáros helyhez való kötődése adta. Mivel kezdetben angolul írták szövegeiket lett az együttes neve Margaret Island. A nyugalom, az egymásra figyelés, a kiszakadás, a természet közelség és egyszerűség szinonimája. Ez „a sziget Budapesten egy olyan hely, ahova az emberek kikapcsolódni mennek, ki akarnak szakadni egy kicsit a nagyvárosi nyüzsgésből. Talán kicsit a mi zenénk is ilyen” – fogalmazott Füstös Bálint 2015-ben. Az első daluk is a szigeten született Soaked In Life címmel, amihez Bródy Jánostól kaptak magyar szöveget.
Törőcsik Kristóf és Füstös Bálint már gimnáziumban is együtt zenéltek. Így, egy balatonboglári tehetségkutató versenyen hallották meg Lábas Viki hangját és látták meg személyiségét, ami miatt végül felkérték, hogy énekeljen velük. Azonban előbb még – két évig – csupán egymás karrierjét figyelték, miközben a fiúk által alapított gimnáziumi, majd az énekeslány akkori zenekara is feloszlott. Eleinte Füstös Bálint szobájában „örömzenéltek”, nem határoztak meg konkrét játékstílust. Az eredeti terveik szerint először angolul adták elő a dalaikat, így az első három számunk ezen a nyelven jelent meg.
A 2014 januárjában – bár több helyen is 2013 ősze olvasható – megalakult kis formáció első videóklipjét Soaked in life címmel 2014 februárjában mutatták be (magyar változata a Nem voltál jó lett első rádiós daluk). A dalt a Barta Tamás Gitárverseny különdíjaként –  az akkor még 17 éves – Füstös Bálint által elnyert lehetőség keretében a Kultúrpart Stúdióban vehették fel. A videót is készítő vokalista Simó Marcell volt, és Czeglédi Tamás (Toma) dobolt. Zenéjét Füstös Bálint szerezte, az angol szöveget Csarnai Borbála írta.
Bródy János nem sokkal ezután küldött nekik – első sikerük – a Soaked in life fordításaként egy dalszöveget, Nem voltál jó címmel – ez lett a Margaret Island első magyarul énekelt dala – és biztatta őket, hogy magyarul folytassák. Megfogadták a tanácsát. Azóta már úgy gondolkodnak, hogy az anyanyelven énekelt szövegekkel sokkal jobban össze tudnak kapcsolódni a közönségükkel. Később lemezeiken helyet kaptak Bródy János korábbi szerzeményeinek feldolgozásai is (az Egy lány sétál a domboldalon és az Engedd, hogy szabad legyek), aki a Margaret Island „távoli mentora”, folyamatosan figyelemmel kíséri a működésüket.
Első koncertjük a Fonyódi Múzeumban volt 2014 júliusában – ekkor még nem tudták, hogy lesz-e folytatása kezdeményezésüknek. Rövidre fogott esti koncertjük alkalmával hallható volt népzenei feldolgozás, saját szerzemény, angolul és magyarul szóló dalok is. Zenei hitvallásukat így fogalmazták meg: saját hétköznapi tapasztalásaikból merítve pluszt adni az őket hallgató közönségnek. Az akusztikus gitár köré szerveződött zenében elmosódó műfaji határokkal (mint jazz, blues, népzene, fingerstyle) jellemezték az előadást. A csapatot ez a Balatonon eltöltött pár nap erősítette meg az ekkorra már kiforrott, hosszú távú terveiben.
2014 októberére már több daluk is megjelent, amikor az alig egy éves együttes a Peron Music, majd a Hangfoglaló Magyarország tehetségkutató fesztiválokon is előkelő díjakat hozott el, Füstös Bálint pedig a Hangszeresek Országos Szövetsége által odaítélt öröm a zene díj az év zenei felfedezettje kategóriáját is megnyerte. Dalaikat a Petőfi Rádió ekkortól kezdve rendszeresen műsorra tűzte. Elkezdtek koncerteket adni (utcazene és fellépés formájában is). Egyre több rádió játszotta számaikat. 2015 májusában beválogatták őket a – Petőfi Rádió vezetői, a VOLT Produkció és a Sziget Szervezőiroda főszervezői által közösen összeállított és a magyar popszakma 100 elismert képviselője által válogatott – Nagy-Szín-Pad! elnevezésű tehetségmutató verseny 9 elődöntőse közé.
Amikor a Margaret Island bekerült a zenei életbe, csupán három-négy daluk volt, nem tudták, hogyan fogjanak hozzá a magyar dalszövegekhez, ezért az első albumukhoz ebben segítséget kértek, így Bródy János, Hujber Szabolcs és Csorba Lóránt (Minden felhőt) írtak nekik a szövegeket.
2015 nyarán Lotfi Begi – aki addigra olyan zenészekkel is együtt dolgozott már, mint Rúzsa Magdi, ByeAlex, vagy az Ivan & The Parazol – készített remixet a zenekar Csillagtalan című népdal-feldolgozásához, ami hetekig a Mahasz Magyar Rádiós Top 40 listájának élmezőnyében volt. A dalhoz Puskás Peti rendezésében készült videóklip.
Első nagylemezük 2015. szeptember 1-én jelent meg Egyszer volt címmel a Gold Record kiadásában, ami 2017-ben aranylemez lett. A zenekar tagjainak elmondása szerint ez az album a gyermekkor lezárását, egyfajta felnőtté válást szimbolizál. Debütáló koncertje az A38 Hajón volt, előzenekaruk a Konyha volt.
A három fővel indult zenekar néhány év alatt stábjával – saját hangosító, fénytechnikus, road – több, mint tíz tagúvá duzzadt. Gerendás Dániel dobos, Sárkány Bertalan ütőhangszeres és Verók Tamás gitáros már szinte a kezdetektől, Koltay Kurszán billentyűs pedig 2015 szeptemberétől jelen vannak. A három alapítótag jelenik meg mindig – például interjúkon vagy kis akusztikus felállású koncerteknél is – és írja a dalokat, dalkezdeményeket – amikről utána elindul egy kommunikáció, és mindenki hozzárakja a saját zenei világát.
A második lemezük Bakancslista címmel 2016-ban került piacra. Erre az albumra már Törőcsik Kristóf is írt zeneszövegeket és a címadó dalt ő énekli. A Sárga levelek és a Lehetek én szövegét Lábas Viki írta. A lemezbemutató koncertet december 23-án az Akvárium Klubban volt.
2016 júniusában a Margaret Island írta meg a Feszt Szerelem című EFOTT-himnusz alapjait, JumoDaddy (zenei alapok) és Felcser Máté (szöveg) közreműködésben. Népies motívumok, elektronikus hangzás, akusztikus és rapbetétek, illetve a dal szövegében és dallamában megjelenítve az alkotók szabadságérzése jellemzi. A 2017-es Arany János-emlékév keretein belül dolgozták fel a költő A rab gólya című versét, ami további Arany-feldolgozásokkal az Arany Lemez című CD-n is megjelent, de ehhez az egy számhoz készült csak videóklip is. Az eredeti szövegbe Lábas Viki átírta (például a „kiköltöztek” szóval a más országokban élő ismerőseit vitte bele a dalba).
2018 szeptemberében jelent meg a III című, az eddigieknél poposabb nagylemezük, ami 2019-ben aranylemez lett. Közreműködött rajta az Apey & the Pea zenekar frontembere, Áron András "Apey" – aki itt először énekelt magyarul –, illetve a Monkeyneck és Bródy János is, mivel az együttes szerette volna belevinni az albumba azt is, hogy mások mit gondolnak róluk. Erről elsőként a Hóvirág című dal jelent meg klippel együtt. A Legszebb szavak szövegébe pedig bizonyos szópárokat a közönség szavazott be - először a költészet napján hangzott el, ahol Kautzky Armand szavalta el. Rendhagyó, hatállomásos (Pécs, Szeged, Debrecen, Győr, Székesfehérvár, Újpest) országos turnéval összekötött Lemezjátszó elő-lemezbemutatójuk budapesti helyszíne a B32 Galéria és Kultúrtér volt, ahol a zenekar tagjaival együtt bakelitről hallgathatta végig az album dalait a közönség, majd egy moderátor, Horváth Gergely közreműködésével beszélgetés is volt a lemezről, befejezésül pedig a zenekar pár számot akusztikus verzióban is eljátszott. A hivatalos albumavató szeptember 21-én a Budapest Parkban volt.
Az együttes kiadója az első lemeztől a Gold Record.
A zenekar tagjai szeretnek belefolyni a folyamatok minden aspektusába, úgy videóklip készületekor, mint a „Margaretes” pólók, táskák vagy lemezborítók tervezésébe. Forgattak már  Rómában egy operatőrrel és a menedzserrel, mert a tavaszi felvétel jó időt kívánt. A Hóvirág című dal videóklipjét pedig Észak-Szlovéniában vették fel.
Fontos számukra az utcazene és szeretik a spontán zenei felállásokat is, így stúdióban és koncerteken is sokszor játszanak egy kicsit más felállással. Turnéikat mindig egy-egy tematika köré (például „bolyongó”, „engedd, hogy szabad legyek”) szervezik, amit a videók és fellépések látványvilágában is visszaadnak. Minden évben több, mint száz koncertjük van. Többször zenéltek külföldön is, Párizsban, Máltán, Erdélyben, Hollandiában stb., Sliema város strandján pedig a Margaret Island magyar bisztró&bor bár az együttesről kapta nevét.
A koncertek mellett a zenekar számára a jótékonykodás is fontos szerepet tölt be. A kiválasztott szervezeteket féléves idejű együttműködések során segítik.
2025 májusában a zenekar bejelentette a feloszlását. A búcsúkoncertjük 2025. október 2-án lesz a Budapest Parkban.

## Zenei stílusuk
A dalszövegeik nagy részét Hujber Szabolcs írta (pl. Eső, Bolyongó, Veled minden, Libikóka, Napfény, Ringató, Egyszer volt), két dalukhoz pedig Bródy János (Nem voltál jó, amely eredetileg angolul jelent meg /Soaked In Life/ és Hajnali láz) írt szöveget, de egyre többször a zenekar tagjai is megpróbálkoznak szövegírással.
Dalaikban akusztikus és folk-popos hangzásvilágot elegyítenek össze. Zenéjükben nyugati hatások is érvényesülnek (mint például a Mumford & Sons és Passenger), de mivel a népzenei elemek és a gyökereik nagyon fontosak számukra, sokat táplálkoznak a régi magyar beat- és népzenéből is. Így vannak népdal-feldolgozások, de ugyanúgy külföldi mashupok is a repertoárjukban.

## Tagok
- Lábas Viki – alapítótag
- Törőcsik Kristóf – alapítótag
- Füstös Bálint – alapítótag, főalapító
- Bejan Norbert

- Kaszás Péter

- Verók Tamás
- Közreműködők:
- Sárkány Bertalan

### Korábbi tagok, további zenész közreműködők
- Simó Marcell
- Czeglédi Tamás (Toma)
- Koltay Kurszán
- Gerendás Dániel

## Diszkográfia

### Albumok
| Cím                                     | Adatok                                                      | Legmagasabb helyezés                               |
| Cím                                     | Adatok                                                      | MAHASZ Top 40 album-, DVD- és válogatáslemez-lista |
| --------------------------------------- | ----------------------------------------------------------- | -------------------------------------------------- |
| Egyszer volt                            | - Megjelenés: 2015. szeptember 1. - Minősítése: aranylemez  | 5                                                  |
| Bakancslista                            | - Megjelenés: 2016. december 12.                            | 10                                                 |
| III                                     | - Megjelenés: 2018. szeptember 10. - Minősítése: aranylemez | 2                                                  |
| Hol marad az én történetem              | - Megjelenés: 2021. szeptember 2.                           | –                                                  |
| Minden levegővétellel újra megszületünk | - Megjelenés: 2024. április 10.                             | –                                                  |

| Cím         | Adatok                                                                        | Legmagasabb helyezés                               |
| Cím         | Adatok                                                                        | MAHASZ Top 40 album-, DVD- és válogatáslemez-lista |
| ----------- | ----------------------------------------------------------------------------- | -------------------------------------------------- |
| Arany Lemez | - Megjelenés: 2017. november 28. - Több előadó közreműködésével készült album | -                                                  |
| Live        | - Megjelenés: 2020. március 11. - Koncertlemez                                | -                                                  |

### Kislemezek és promóciós kislemezek
| Év   | Dal                                                                       | Legmagasabb helyezés | Legmagasabb helyezés | Legmagasabb helyezés | Legmagasabb helyezés | Legmagasabb helyezés  | Legmagasabb helyezés | Album                      |
| Év   | Dal                                                                       | Mahasz               | Mahasz               | Mahasz               | Mahasz               | Mahasz                | Mahasz               | Album                      |
| Év   | Dal                                                                       | Rádiós Top 40        | Editors' Choice      | Magyar Rádiós Top 40 | Dance Top 40         | Single (track) Top 40 | Stream Top 40        | Album                      |
| ---- | ------------------------------------------------------------------------- | -------------------- | -------------------- | -------------------- | -------------------- | --------------------- | -------------------- | -------------------------- |
| 2014 | Soaked in Life                                                            | -                    | -                    | -                    | -                    | -                     | -                    | Nem jelent meg albumon     |
| 2014 | Nem voltál jó                                                             | -                    | -                    | -                    | -                    | -                     | -                    | Egyszer volt               |
| 2014 | Maniac Marathon                                                           | -                    | -                    | -                    | -                    | -                     | -                    | Nem jelent meg albumon     |
| 2014 | Egy lány sétál a domboldalon                                              | -                    | -                    | -                    | -                    | -                     | -                    | Egyszer volt               |
| 2015 | Csillagtalan                                                              | -                    | -                    | -                    | -                    | -                     | -                    | Egyszer volt               |
| 2015 | Csönded                                                                   | -                    | -                    | -                    | -                    | -                     | -                    | Egyszer volt               |
| 2015 | Bolyongó                                                                  | -                    | -                    | -                    | -                    | -                     | -                    | Egyszer volt               |
| 2015 | Eső                                                                       | 3                    | 25                   | 19                   | -                    | 5                     | -                    | Egyszer volt               |
| 2016 | Ringató                                                                   | -                    | -                    | -                    | -                    | -                     | -                    | Egyszer volt               |
| 2016 | Libikóka                                                                  | -                    | -                    | -                    | -                    | -                     | -                    | Bakancslista               |
| 2016 | Feszt szerelem (EFOTT Himnusz) (JumoDaddy-vel, közreműködik Felcser Máté) | -                    | 36                   | 21                   | -                    | 26                    | -                    | Bakancslista               |
| 2016 | Dunna                                                                     | -                    | -                    | -                    | -                    | -                     | -                    | Bakancslista               |
| 2016 | Sárga levelek                                                             | -                    | -                    | -                    | -                    | -                     | -                    | Bakancslista               |
| 2017 | Veled minden                                                              | 11                   | -                    | 12                   | -                    | -                     | -                    | Bakancslista               |
| 2017 | Engedd, hogy szabad legyek                                                | 22                   | -                    | 16                   | -                    | -                     | -                    | Bakancslista               |
| 2018 | Hóvirág                                                                   | 25                   | 37                   | 3                    | -                    | 14                    | -                    | III                        |
| 2018 | Legszebb szavak                                                           | 32                   | -                    | 12                   | -                    | 20                    | -                    | III                        |
| 2018 | Járom az utadat (közreműködik JumoDaddy)                                  | -                    | -                    | 37                   | -                    | -                     | -                    | III                        |
| 2019 | Útravaló                                                                  | -                    | -                    | -                    | -                    | -                     | -                    | III                        |
| 2019 | Éjszaka                                                                   | 19                   | -                    | 25                   | -                    | -                     | -                    | III                        |
| 2019 | Házszám                                                                   | 25                   | -                    | 19                   | -                    | 23                    | -                    | Hol marad az én történetem |
| 2019 | Hagyd kint                                                                | 12                   | -                    | 27                   | -                    | 29                    | -                    | Live                       |
| 2019 | A csend                                                                   | -                    | -                    | -                    | -                    | 20                    | -                    | III                        |
| 2020 | Valahol                                                                   | 17                   | 38                   | 11                   | -                    | 21                    | -                    | Hol marad az én történetem |
| 2020 | Boldogságtól                                                              | -                    | -                    | -                    | -                    | -                     | -                    | Hol marad az én történetem |
| 2021 | Ha elvesznél                                                              | 19                   | 30                   | 6                    | -                    | 25                    | -                    | Hol marad az én történetem |
| 2021 | Meddig maradunk még                                                       | 26                   | -                    | 30                   | -                    | -                     | -                    | Hol marad az én történetem |
| 2022 | Senki nem felel                                                           | -                    | -                    | -                    | -                    | -                     | -                    | Hol marad az én történetem |
| 2022 | Engedd el                                                                 | -                    | -                    | -                    | -                    | -                     | -                    | Hol marad az én történetem |
| 2022 | Szeszélyes                                                                | 31                   | -                    | 18                   | -                    | -                     | -                    | Nem jelent meg albumon     |
| 2022 | Rámszakadt (közreműködik JumoDaddy)                                       | -                    | -                    | -                    | -                    | -                     | -                    | Nem jelent meg albumon     |

### Közreműködések
| Év   | Dal                                                         | Legmagasabb helyezés | Legmagasabb helyezés | Legmagasabb helyezés | Legmagasabb helyezés | Legmagasabb helyezés  | Legmagasabb helyezés | Album                  |
| Év   | Dal                                                         | Mahasz               | Mahasz               | Mahasz               | Mahasz               | Mahasz                | Mahasz               | Album                  |
| Év   | Dal                                                         | Rádiós Top 40        | Editors' Choice      | Magyar Rádiós Top 40 | Dance Top 40         | Single (track) Top 40 | Stream Top 40        | Album                  |
| ---- | ----------------------------------------------------------- | -------------------- | -------------------- | -------------------- | -------------------- | --------------------- | -------------------- | ---------------------- |
| 2015 | Csillagtalan Lotfi Begi dal, közreműködik a Margaret Island | 8                    | -                    | -                    | -                    | 9                     | -                    | Nem jelent meg albumon |

## Videóklipek
| Zene                            | Megjelenés           | YouTube megtekintés (kerekítve) 2024.07.03. |
| ------------------------------- | -------------------- | ------------------------------------------- |
| Soaked in Life                  | 2014. február 2.     | 59 000                                      |
| Nem voltál jó                   | 2014. április 6.     | 9 200 000                                   |
| Maniac Marathon                 | 2014. szeptember 1.  | 123 000                                     |
| Egy lány sétál a domboldalon    | 2014. december 3.    | 2 800 000                                   |
| Csillagtalan                    | 2015. január 1.      | 617 000                                     |
| Csönded                         | 2015. február 14.    | 1 400 000                                   |
| Bolyongó                        | 2015. július 6.      | 2 400 000                                   |
| Eső                             | 2015. szeptember 16. | 13 000 000                                  |
| Ringató                         | 2016. január 2.      | 3 400 000                                   |
| Libikóka                        | 2016. április 9.     | 1 200 000                                   |
| Dunna                           | 2016. október 10.    | 1 100 000                                   |
| Veled minden                    | 2017. március 12.    | 4 400 000                                   |
| Engedd, hogy szabad legyek      | 2017. augusztus 28.  | 3 200 000                                   |
| A rab gólya                     | 2017. november 30.   | 312 000                                     |
| Hóvirág                         | 2018. február 28.    | 5 000 000                                   |
| Legszebb szavak                 | 2018. június 23.     | 2 500 000                                   |
| Járom az utadat közr. JumoDaddy | 2018. október 12.    | 639 000                                     |
| Útravaló                        | 2019. január 1.      | 806 000                                     |
| Éjszaka                         | 2019. június 26.     | 1 400 000                                   |
| Házszám                         | 2019. augusztus 20.  | 1 300 000                                   |
| Hagyd kint                      | 2019. szeptember 30. | 1 000 000                                   |
| A csend                         | 2019. október 27.    | 1 900 000                                   |
| Valahol                         | 2020. április 5.     | 1 200 000                                   |
| Boldogságtól                    | 2020. augusztus 23.  | 1 000 000                                   |
| Ha elvesznél                    | 2021. június 3.      | 771 000                                     |
| Meddig maradunk még             | 2021. augusztus 3.   | 525 000                                     |
| Senki nem felel                 | 2022. január 13.     | 1 000 000                                   |
| Engedd el                       | 2022. június 9.      | 362 000                                     |
| Szeszélyes                      | 2022. november 24.   | 817 000                                     |
| Félember                        | 2023. június 21.     | 206 000                                     |
| Kés hegyén                      | 2023. augusztus 31.  | 105 000                                     |
| Szombat                         | 2024. február 13.    | 226 000                                     |
| Nem megyek én sehova            | 2024. április 10.    | 114 000                                     |

Közreműködések
| Előadó                                                                  | Zene                                | Megjelenés       | YouTube megtekintés (kerekítve) 2022.02.19. |
| ----------------------------------------------------------------------- | ----------------------------------- | ---------------- | ------------------------------------------- |
| Lotfi Begi                                                              | Csillagtalan                        | 2015. június 8.  | 2 600 000                                   |
| JumoDaddy közr. Felcser Máté                                            | Feszt Szerelem (2016 EFOTT Himnusz) | 2016. június 7.  | 3 400 000                                   |
| Random Trip közr. Bagossy Norbi, Mező Misi, Pásztor Anna, Szebényi Dani | Csak boldog                         | 2021. június 30. | 3 700 000                                   |

## Díjak, elismerések, jelölések
- 2014 – Peron Music Tehetségkutató győztese (Tatabánya)[42]
- 2014 – Hangfoglaló Magyarország tehetségkutató verseny fődíja[42]
- 2014 – Cseh Tamás Program (később Hangfoglaló Könnyűzene Támogató Program) – Induló előadók (Fonyód, mentor: Vermes Orsolya)[43][44]
- 2015 – Nagy-Szín-Pad tehetségmutató verseny elődöntősei
- 2015 – Bolyongó című dal több héten át listavezető a Petőfi Rádión
- 2015 – az első, Egyszer volt című nagylemez a megjelenése hetében a MAHASZ eladási lista 2. helyén szerepelt
- 2016 – Fonogram díj jelölt 2 kategóriában (az év hazai alternatív vagy indie-rock albuma vagy hangfelvétele és az év felfedezettje)[45]

– Fonogram díj - Az év felfedezettje - Egyszer volt (Gold Record)
- 2016 – Comet jelölt 2 kategóriában
- 2016 – I. Petőfi Zenei Díj jelölt 3 kategóriában
- 2017 – Aranylemez az Egyszer volt című nagylemez
- 2017 – A Veled minden 6 héten keresztül vezeti a Petőfi Rádió toplistáját
- 2017 – Fonogram díj jelölt (az év hazai alternatív vagy indie-rock albuma vagy hangfelvétele - Libikóka)[46]
- 2017 – II. Petőfi Zenei Díj jelölt 3 kategóriában

– Petőfi Zenei Díj legjobb női előadó kategória nyertes: Lábas Viki (Volt fesztivál)
- 2017 – Comet jelölt 3 kategóriában
- 2018 – Artisjus-díj - az év junior könnyűzenei alkotója
- 2018 – Fonogram díj jelölt (az év hazai modern pop-rock albuma vagy hangfelvétele - A rab gólya)[47]
- 2019 -  IV. Petőfi Zenei díj az év gitárosa kategória nyertes: Füstös Bálint

### MTV Europe Music Awards
| Év   | Jelölés         | Kategória             | Eredmény |
| ---- | --------------- | --------------------- | -------- |
| 2018 | Margaret Island | Legjobb magyar előadó | Jelölve  |
| 2021 | Margaret Island | Legjobb magyar előadó | Jelölve  |